# The Masked Singer (Vereinigte Staaten)
The Masked Singer ist eine US-amerikanische Musikshow, in der Prominente maskiert in Ganzkörperkostümen singen. Sie basiert auf dem südkoreanischen, seit 2015 bestehenden Format King of Mask Singer. Moderator der US-Ausgabe ist Nick Cannon. The Masked Singer wurde in den Vereinigten Staaten zum ersten Mal am 2. Januar 2019 auf Fox ausgestrahlt. Der Sender bestellte bislang (Stand Mai 2025) insgesamt 13 weitere Staffeln.

## Konzept
In jeder Ausgabe treten in Ganzkörperkostümen Prominente wie Sänger, Schauspieler oder Sportler mit einem selbst ausgewählten Lied in einem Gesangswettstreit gegeneinander an. Vor dem Auftritt wird über jeden der Kostümierten ein kurzes Video gezeigt, in dem versteckte Indizien zur Identität enthalten sind. Die Stimmen der Prominenten sind außerhalb des Singens zur Unkenntlichkeit verzerrt. Im Gegensatz zum deutschen Ableger bestimmen nicht die Fernsehzuschauer, sondern das Saalpublikum und die Juroren die Gewinner jeder Episode. Sie verbleiben im Wettbewerb, während sich die Verlierer am Ende der Folge selbst demaskieren müssen.

## Staffeln

### Übersicht
| Staffel | Teilnehmer | Episoden | Premiere           | Finale            | Ständige Mitglieder des Rateteams | Ständige Mitglieder des Rateteams | Ständige Mitglieder des Rateteams | Ständige Mitglieder des Rateteams | Moderation  | Moderation                | Gewinner    |
| ------- | ---------- | -------- | ------------------ | ----------------- | --------------------------------- | --------------------------------- | --------------------------------- | --------------------------------- | ----------- | ------------------------- | ----------- |
| 1       | 12         | 10       | 2. Januar 2019     | 27. Februar 2019  | Ken Jeong                         | Jenny McCarthy                    | Nicole Scherzinger                | Robin Thicke                      | Nick Cannon |                           | T-Pain      |
| 2       | 16         | 14       | 25. September 2019 | 18. Dezember 2019 | Ken Jeong                         | Jenny McCarthy                    | Nicole Scherzinger                | Robin Thicke                      | Nick Cannon | Wayne Brady               |             |
| 3       | 18         | 18       | 2. Februar 2020    | 20. Mai 2020      | Ken Jeong                         | Jenny McCarthy                    | Nicole Scherzinger                | Robin Thicke                      | Nick Cannon | Kandi Burruss             |             |
| 4       | 16         | 14       | 23. September 2020 | 14. Dezember 2020 | Ken Jeong                         | Jenny McCarthy                    | Nicole Scherzinger                | Robin Thicke                      | Nick Cannon | LeAnn Rimes               |             |
| 5       | 14         | 12       | 10. März 2021      | 26. Mai 2021      | Ken Jeong                         | Jenny McCarthy                    | Nicole Scherzinger                | Robin Thicke                      | Nick Cannon | Niecy Nash (Episoden 1–5) | Nick Lachey |
| 6       | 16         | 16       | 22. September 2021 | 15. Dezember 2021 | Ken Jeong                         | Jenny McCarthy                    | Nicole Scherzinger                | Robin Thicke                      | Nick Cannon |                           | Jewel       |
| 7       | 15         | 12       | 9. März 2022       | 18. Mai 2022      | Ken Jeong                         | Jenny McCarthy                    | Nicole Scherzinger                | Robin Thicke                      | Nick Cannon | Teyana Taylor             |             |
| 8       | 22         | 13       | 21. September 2022 | 30. November 2022 | Ken Jeong                         | Jenny McCarthy                    | Nicole Scherzinger                | Robin Thicke                      | Nick Cannon | Amber Riley               |             |
| 9       | 21         | 14       | 15. Februar 2023   | 17. Mai 2023      | Ken Jeong                         | Jenny McCarthy                    | Nicole Scherzinger                | Robin Thicke                      | Nick Cannon | Bishop Briggs             |             |
| 10      | 16         | 13       | 27. September 2023 | 20. Dezember 2023 | Ken Jeong                         | Jenny McCarthy                    | Nicole Scherzinger                | Robin Thicke                      | Nick Cannon | Ne-Yo                     |             |
| 11      | 16         | 13       | 6. März 2024       | 22. Mai 2024      | Ken Jeong                         | Jenny McCarthy                    | Rita Ora                          | Robin Thicke                      | Nick Cannon | Vanessa Hudgens           |             |
| 12      | 15         | 12       | 25. September 2024 | 18. Dezember 2024 | Ken Jeong                         | Jenny McCarthy                    | Rita Ora                          | Robin Thicke                      | Nick Cannon | Boyz II Men               |             |
| 13      | 15         | 13       | 12. Februar 2025   | 7. Mai 2025       | Ken Jeong                         | Jenny McCarthy                    | Rita Ora                          | Robin Thicke                      | Nick Cannon | Gretchen Wilson           |             |

## Staffel 1 (Winter 2019)

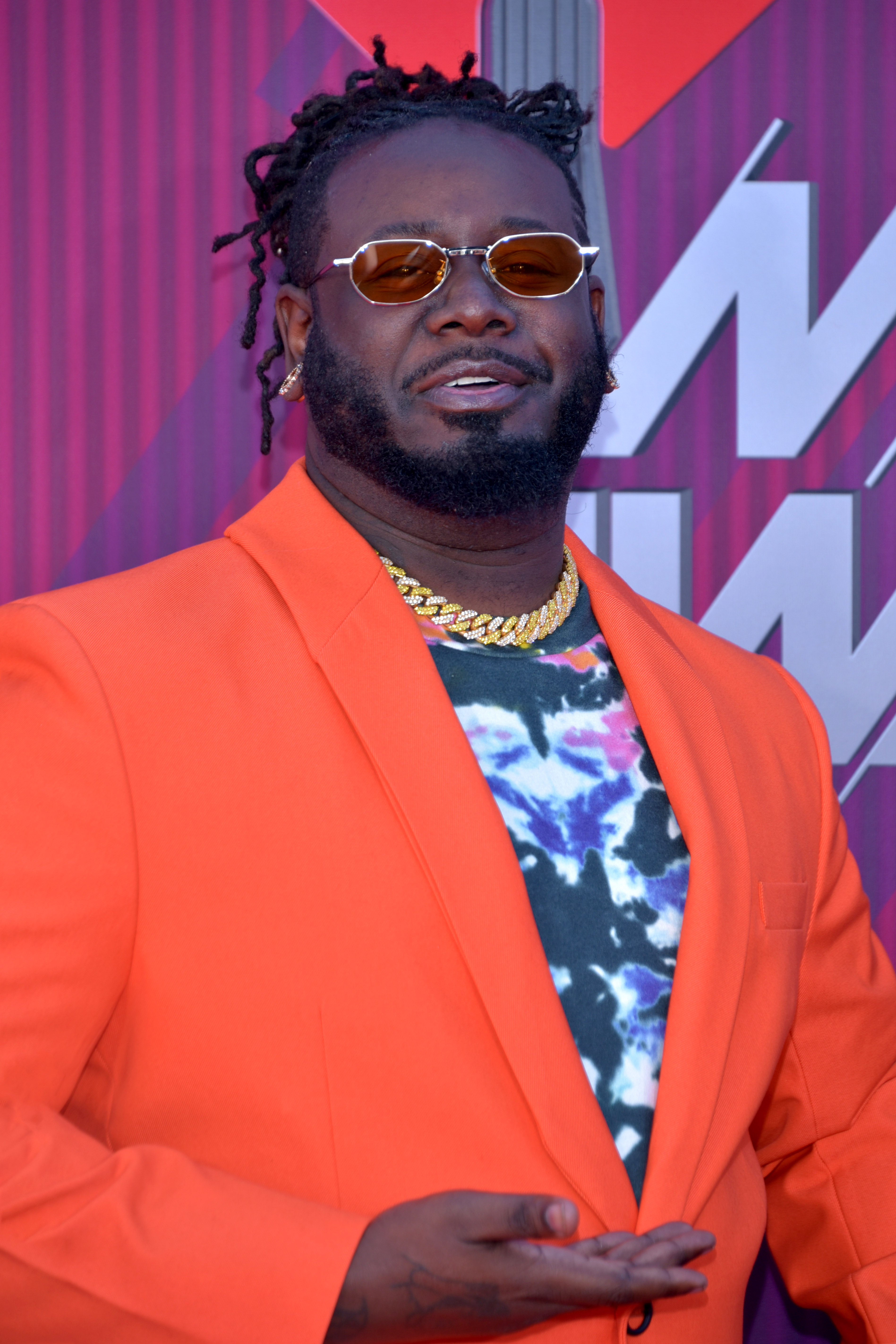
T-Pain, Sieger der ersten Staffel

Die erste Staffel der Show wurde vom 2. Januar bis zum 27. Februar 2019 auf Fox ausgestrahlt. Nick Cannon moderierte sie. Das Rateteam bestand aus dem Sänger Robin Thicke, der Moderatorin Jenny McCarthy, dem Schauspieler Ken Jeong sowie der Sängerin Nicole Scherzinger. T-Pain gewann als Monster.
| Platz | Kostüm    | Person          | Aus in Folge |
| ----- | --------- | --------------- | ------------ |
| 1     | Monster   | T-Pain          | 9            |
| 2     | Peacock   | Donny Osmond    | 9            |
| 3     | Bee       | Gladys Knight   | 9            |
| 4     | Rabbit    | Joey Fatone     | 8            |
| 5     | Lion      | Rumer Willis    | 8            |
| 6     | Alien     | La Toya Jackson | 7            |
| 7     | Raven     | Ricki Lake      | 6            |
| 8     | Unicorn   | Tori Spelling   | 5            |
| 9     | Poodle    | Margaret Cho    | 4            |
| 10    | Deer      | Terry Bradshaw  | 3            |
| 11    | Pineapple | Tommy Chong     | 2            |
| 12    | Hippo     | Antonio Brown   | 1            |

## Staffel 2 (Herbst 2019)

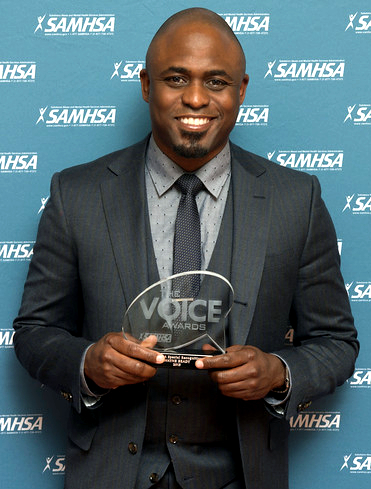
Wayne Brady, Sieger der zweiten Staffel

Die zweite Staffel der Show wurde vom 25. September bis zum 18. Dezember 2019 auf Fox ausgestrahlt. Wayne Brady gewann als Fox.
| Platz | Kostüm      | Person               | Aus in Folge |
| ----- | ----------- | -------------------- | ------------ |
| 1     | Fox         | Wayne Brady          | 12           |
| 2     | Rottweiler  | Chris Daughtry       | 12           |
| 3     | Flamingo    | Adrienne Houghton    | 12           |
| 4     | Leopard     | Seal                 | 11           |
| 5     | Thingamajig | Victor Oladipo       | 11           |
| 6     | Tree        | Ana Gasteyer         | 10           |
| 7     | Butterfly   | Michelle Williams    | 9            |
| 8     | Flower      | Patti LaBelle        | 8            |
| 9     | Ladybug     | Kelly Osbourne       | 7            |
| 10    | Black Widow | Raven-Symoné Pearman | 6            |
| 11    | Penguin     | Sherri Shepherd      | 5            |
| 12    | Skeleton    | Paul Shaffer         | 4            |
| 13    | Eagle       | Drew Pinsky          | 3            |
| 14    | Panda       | Laila Ali            | 2            |
| 15    | Ice Cream   | Ninja                | 1            |
| 16    | Egg         | Johnny Weir          | 1            |

## Staffel 3 (Frühjahr 2020)

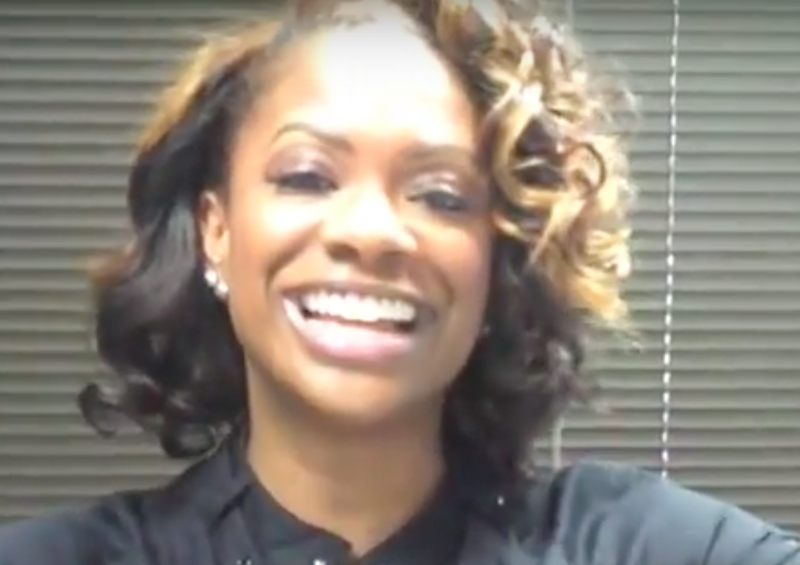
Kandi Burruss, Siegerin der dritten Staffel

Die dritte Staffel der Show wurde vom 2. Februar bis zum 20. Mai 2020 auf Fox ausgestrahlt. Kandi Burruss gewann als Night Angel.
| Platz | Kostüm       | Person          | Aus in Folge |
| ----- | ------------ | --------------- | ------------ |
| 1     | Night Angel  | Kandi Burruss   | 16           |
| 2     | Turtle       | Jesse McCartney | 16           |
| 3     | Frog         | Bow Wow         | 16           |
| 4     | Rhino        | Barry Zito      | 15           |
| 5     | Kitty        | Jackie Evancho  | 14           |
| 6     | Astronaut    | Hunter Hayes    | 13           |
| 7     | Banana       | Bret Michaels   | 12           |
| 8     | Kangaroo     | Jordyn Woods    | 11           |
| 9     | White Tiger  | Rob Gronkowski  | 10           |
| 10    | T-Rex        | JoJo Siwa       | 9            |
| 11    | Swan         | Bella Thorne    | 8            |
| 12    | Bear         | Sarah Palin     | 7            |
| 13    | Taco         | Tom Bergeron    | 6            |
| 14    | Mouse        | Dionne Warwick  | 5            |
| 15    | Elephant     | Tony Hawk       | 4            |
| 16    | Miss Monster | Chaka Khan      | 3            |
| 17    | Llama        | Drew Carey      | 2            |
| 18    | Robot        | Lil Wayne       | 1            |

## Staffel 4 (Herbst 2020)

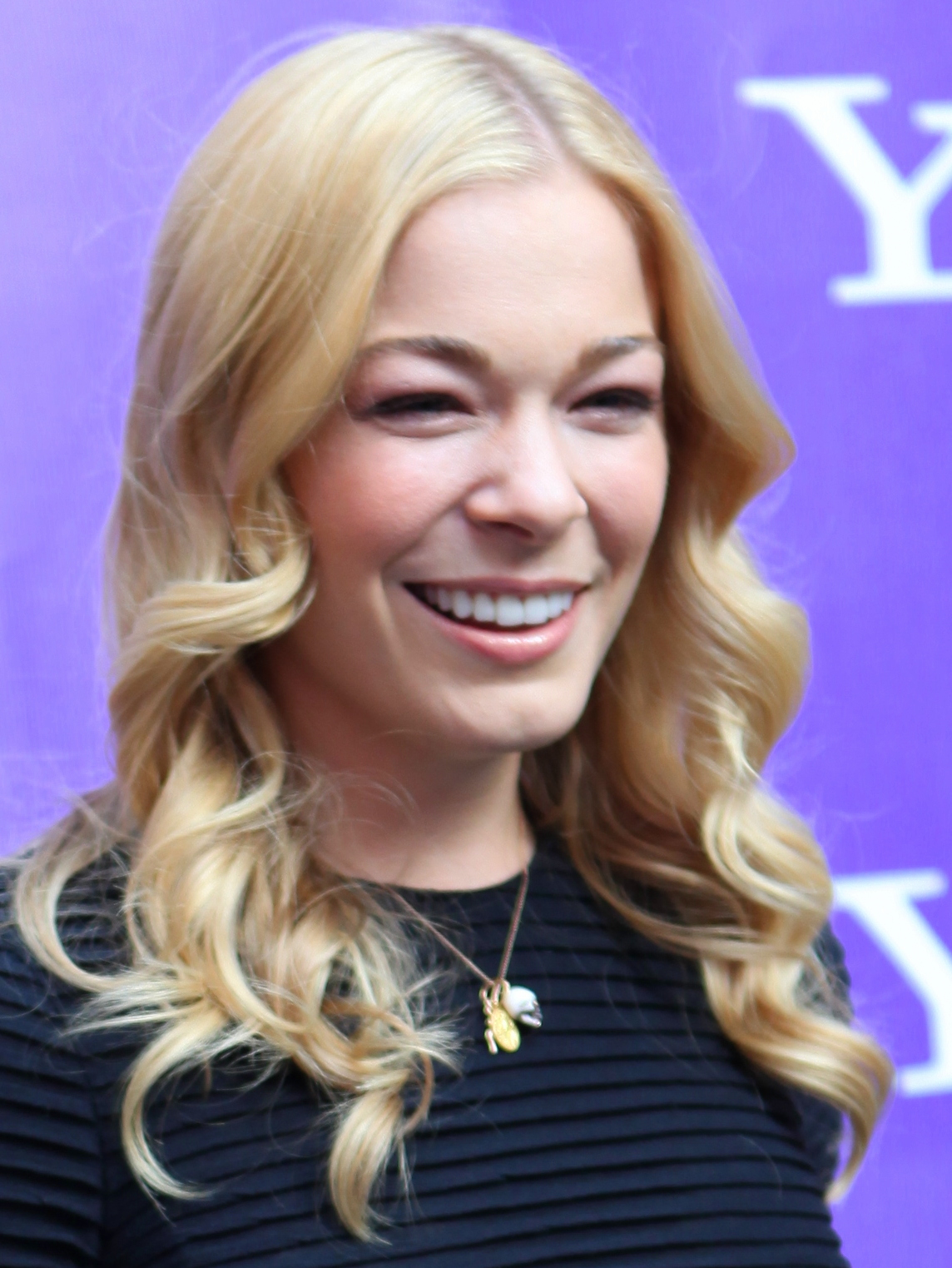
LeAnn Rimes, Siegerin der vierten Staffel

Die vierte Staffel der Show wurde vom 23. September bis zum 16. Dezember 2020 auf Fox ausgestrahlt. LeAnn Rimes gewann als Sun.
| Platz | Kostüm           | Person                     | Aus in Folge |
| ----- | ---------------- | -------------------------- | ------------ |
| 1     | Sun              | LeAnn Rimes                | 11           |
| 2     | Mushroom         | Aloe Blacc                 | 11           |
| 3     | Crocodile        | Nick Carter                | 11           |
| 4     | Seahorse         | Tori Kelly                 | 10           |
| 5     | Jellyfish        | Chloe Kim                  | 10           |
| 6     | Popcorn          | Taylor Dayne               | 10           |
| 7     | Broccoli         | Paul Anka                  | 9            |
| 8     | Serpent          | Elvis Francois             | 8            |
| 9     | Whatchamacallit  | Lonzo Ball                 | 8            |
| 10    | Snow Owls        | Clint Black & Lisa Hartman | 7            |
| 11    | Squiggly Monster | Bob Saget                  | 6            |
| 12    | Lips             | Wendy Williams             | 5            |
| 13    | Baby Alien       | Mark Sanchez               | 4            |
| 14    | Giraffe          | Brian Austin Green         | 3            |
| 015   | Gremlin          | Mickey Rourke              | 2            |
| 16    | Dragon           | Busta Rhymes               | 1            |

## Staffel 5 (Frühjahr 2021)

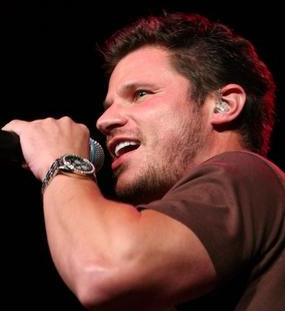
Nick Lachey, Sieger der fünften Staffel

Die fünfte Staffel der Show wurde vom 10. März bis zum 26. Mai 2021 auf Fox ausgestrahlt. Cannon wurde aufgrund einer COVID-19-Erkrankung in den ersten Folgen der Staffel durch Niecy Nash vertreten. Nick Lachey gewann als Piglet.
| Platz | Kostüm          | Person            | Bekannt als                           | Aus in Folge |
| ----- | --------------- | ----------------- | ------------------------------------- | ------------ |
| 1     | Piglet          | Nick Lachey       | Sänger, Schauspieler                  | 11           |
| 2     | Black Swan      | JoJo              | Sängerin, Schauspielerin              | 11           |
| 3     | Chameleon       | Wiz Khalifa       | Rapper                                | 11           |
| 4     | Yeti            | Omarion           | Sänger, Schauspieler                  | 10           |
| 5     | Russian Dolls   | Hanson            | Band                                  | 9            |
| 6     | Robopine        | Tyrese Gibson     | Sänger, Schauspieler, Rapper          | 8            |
| 7     | Seashell        | Tamera Mowry      | Moderatorin, Schauspielerin           | 7            |
| 8     | Crab            | Bobby Brown       | Sänger                                | 7            |
| 9     | Orca            | Mark McGrath      | Moderator, Sänger                     | 6            |
| 10    | Bulldog         | Nick Cannon       | Komiker, Moderator, Schauspieler      | 5            |
| 11    | Grandpa Monster | Logan Paul        | Internet-Persönlichkeit, Schauspieler | 4            |
| 12    | Raccoon         | Danny Trejo       | Schauspieler                          | 3            |
| 13    | Phoenix         | Caitlyn Jenner    | Sport- und TV-Persönlichkeit          | 2            |
| 14    | Snail           | Kermit der Frosch | Muppet                                | 1            |

## Staffel 6 (Herbst 2021)

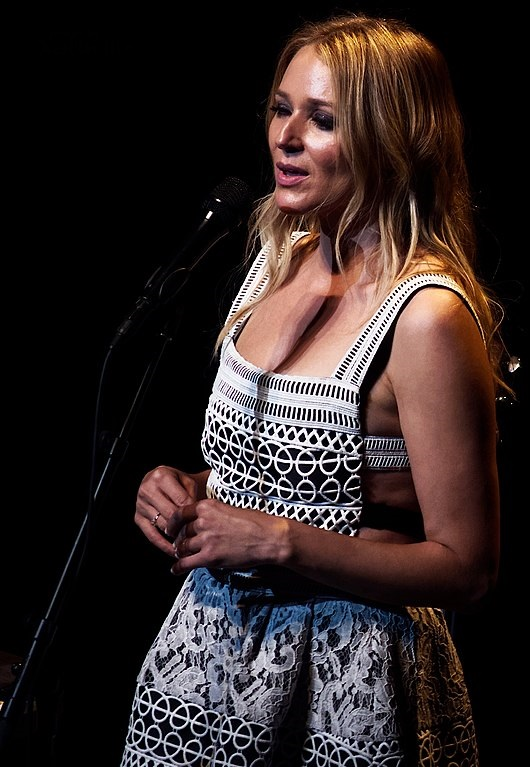
Jewel, Siegerin der sechsten Staffel

Die sechste Staffel der Show wurde vom 22. September bis zum 15. Dezember 2021 auf Fox ausgestrahlt. Jewel gewann als Queen of Hearts.
| Platz | Kostüm          | Person                          | Aus in Folge |
| ----- | --------------- | ------------------------------- | ------------ |
| 1     | Queen of Hearts | Jewel                           | 12           |
| 2     | Bull            | Todrick Hall                    | 12           |
| 3     | Banana Split    | David Foster & Katharine McPhee | 11           |
| 4     | Skunk           | Faith Evans                     | 10           |
| 5     | Caterpillar     | Bobby Berk                      | 9            |
| 6     | Mallard         | Willie Robertson                | 9            |
| 7     | Pepper          | Natasha Bedingfield             | 8            |
| 8     | Jester          | John Lydon                      | 8            |
| 9     | Beach Ball      | June Shannon & Alana Thompson   | 7            |
| 10    | Hamster         | Rob Schneider                   | 6            |
| 11    | Cupcake         | Ruth Pointer                    | 5            |
| 12    | Baby            | Larry the Cable Guy             | 4            |
| 13    | Dalmatian       | Tyga                            | 3            |
| 14    | Pufferfish      | Toni Braxton                    | 2            |
| 15    | Mother Nature   | Vivica A. Fox                   | 1            |
| 16    | Octopus         | Dwight Howard                   | 1            |

## Staffel 7 (Frühjahr 2022)

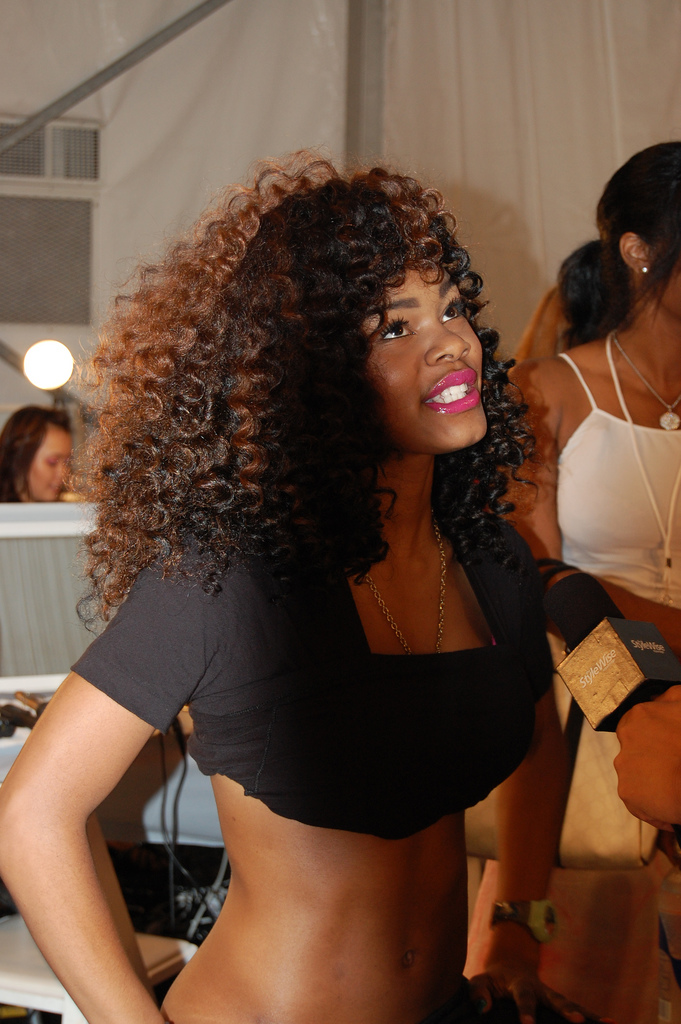
Teyana Taylor, Siegerin der siebten Staffel

Die siebte Staffel wurde vom 9. März bis zum 18. Mai 2022 auf Fox ausgestrahlt. Teyana Taylor gewann als Firefly.
| Platz | Kostüm          | Person            | Aus in Folge |
| ----- | --------------- | ----------------- | ------------ |
| 1     | Firefly         | Teyana Taylor     | 10           |
| 2     | Ringmaster      | Hayley Orrantia   | 10           |
| 3     | Prince          | Cheyenne Jackson  | 10           |
| 4     | Queen Cobras    | En Vogue          | 9            |
| 5     | Space Bunny     | Shaggy            | 9            |
| 6     | Baby Mammoth    | Kirstie Alley     | 8            |
| 7     | Jack in the Box | Rudy Giuliani     | 7            |
| 8     | Miss Teddy      | Jennifer Holliday | 6            |
| 9     | Armadillo       | Duane Chapman     | 6            |
| 10    | Hydra           | Penn & Teller     | 5            |
| 11    | Lemur           | Christie Brinkley | 4            |
| 12    | Thingamabob     | Jordan Mailata    | 3            |
| 13    | Cyclops         | Jorge Garcia      | 3            |
| 14    | Ram             | Joe Buck          | 2            |
| 15    | McTerrier       | Duff Goldman      | 1            |

## Staffel 8 (Herbst 2022)

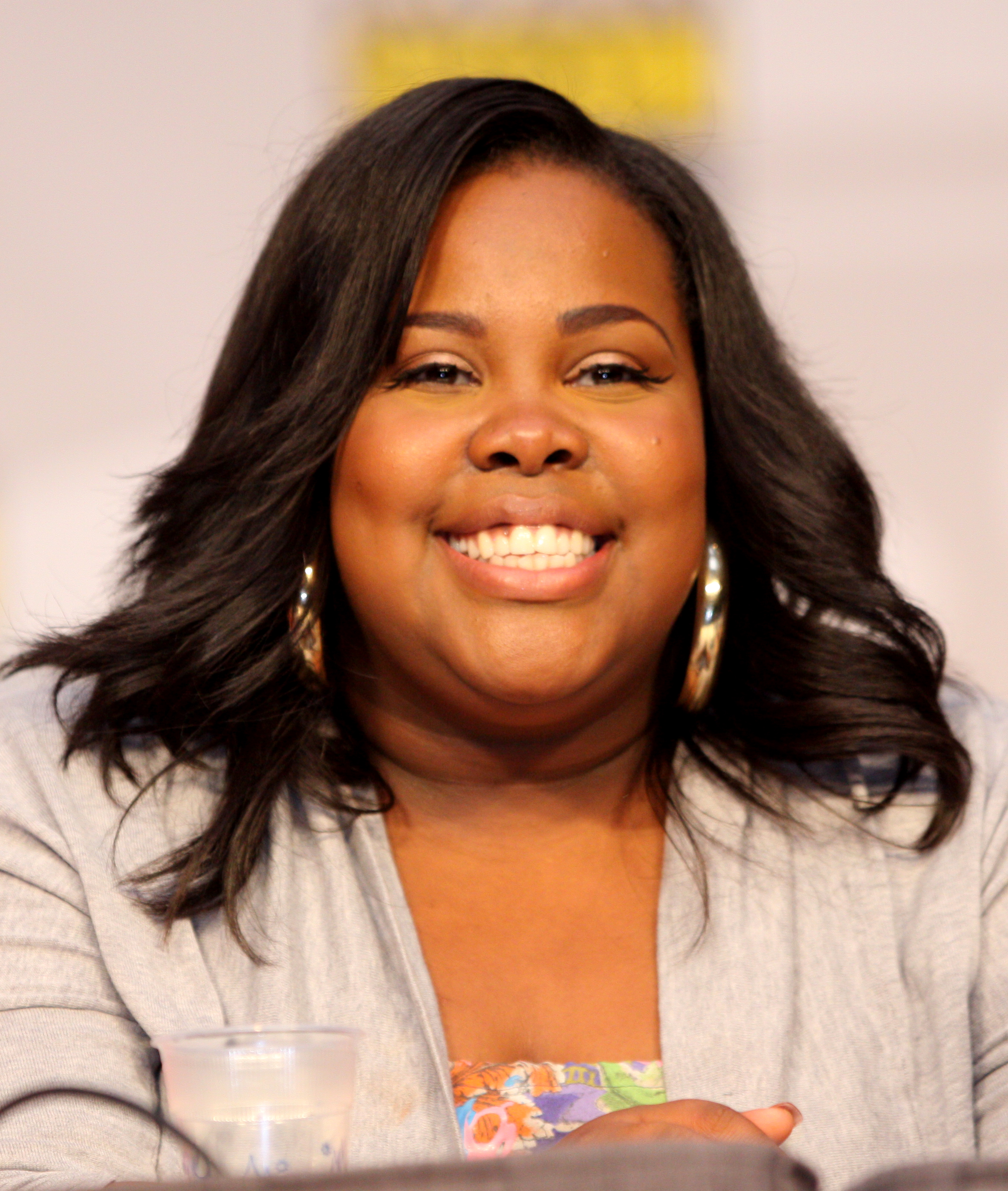
Amber Riley, Siegerin der achten Staffel

Die achte Staffel wurde vom 21. September bis zum 30. November 2022 auf Fox ausgestrahlt. Amber Riley gewann als Harp.
| Platz | Kostüm         | Person                                                | Aus in Folge |
| ----- | -------------- | ----------------------------------------------------- | ------------ |
| 1     | Harp           | Amber Riley                                           | 11           |
| 2     | Lambs          | Wilson Phillips                                       | 11           |
| 3     | Snowstorm      | Nikki Glaser                                          | 10           |
| 4     | Sir Bug a Boo  | Ray Parker, Jr.                                       | 9            |
| 5     | Scarecrow      | Linda Blair                                           | 9            |
| 6     | Avocado        | Adam Carolla                                          | 8            |
| 7     | Bride          | Chris Jericho                                         | 8            |
| 8     | Gopher         | George Clinton                                        | 7            |
| 9     | Venus Fly Trap | George Foreman                                        | 7            |
| 10    | Milkshake      | Le’Veon Bell                                          | 6            |
| 11    | Walrus         | Joey Lawrence                                         | 6            |
| 12    | Robo Girl      | Katerina Graham                                       | 5            |
| 13    | Beetle         | Jerry Springer                                        | 5            |
| 14    | Mermaid        | Gloria Gaynor                                         | 4            |
| 15    | Maize          | Mario Cantone                                         | 4            |
| 16    | Fortune Teller | Daymond John                                          | 3            |
| 17    | Mummies        | Christopher Knight & Mike Lookinland & Barry Williams | 3            |
| 18    | Panther        | Montell Jordan                                        | 2            |
| 19    | Pi-Rat         | Jeff Dunham                                           | 2            |
| 20    | Hummingbird    | Chris Kirkpatrick                                     | 1            |
| 21    | Hedgehog       | Eric Idle                                             | 1            |
| 22    | Knight         | William Shatner                                       | 1            |

## Staffel 9 (Frühjahr 2023)

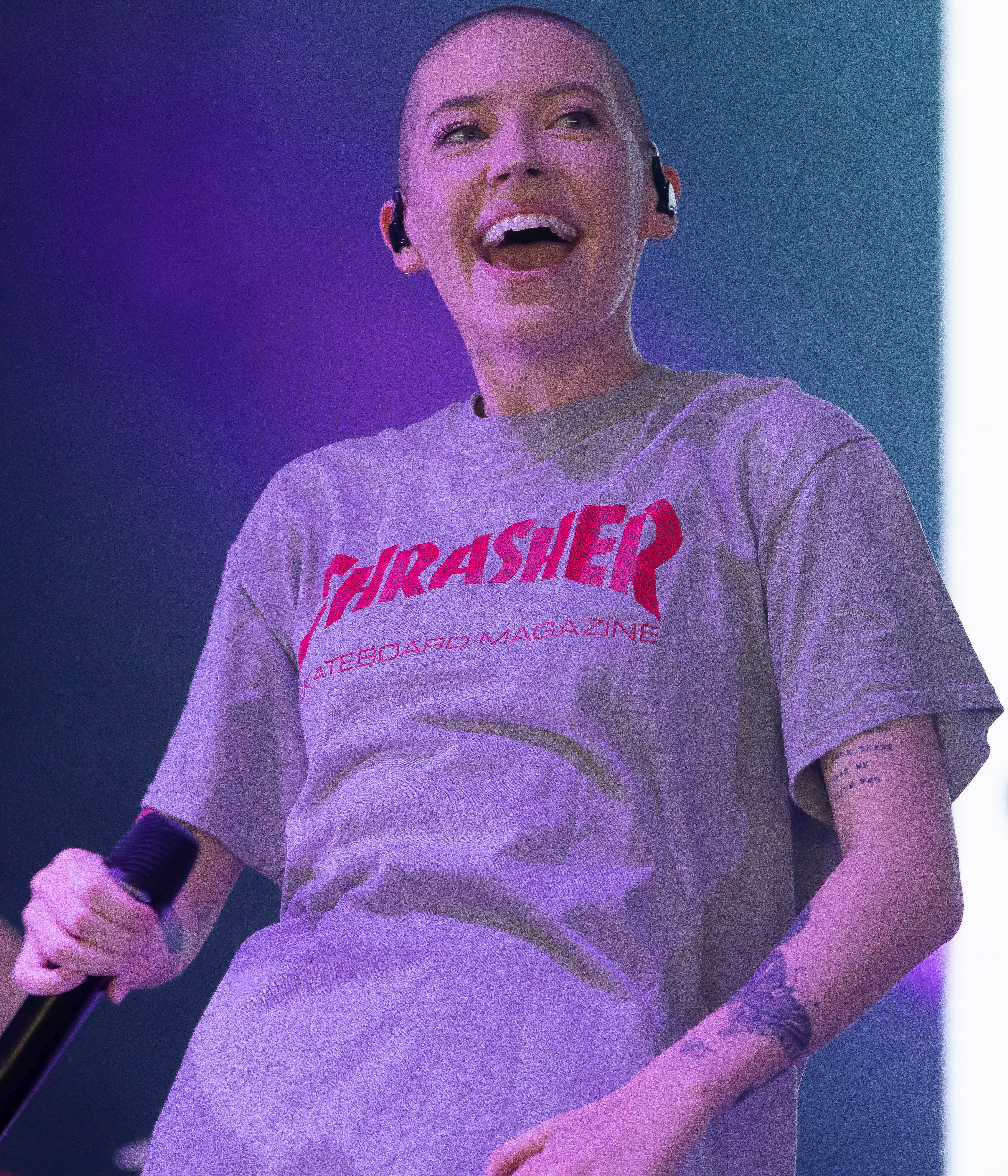
Bishop Briggs, Siegerin der neunten Staffel

Die neunte Staffel wurde vom 15. Februar bis zum 17. Mai 2023 auf Fox ausgestrahlt. Bishop Briggs gewann als Medusa.

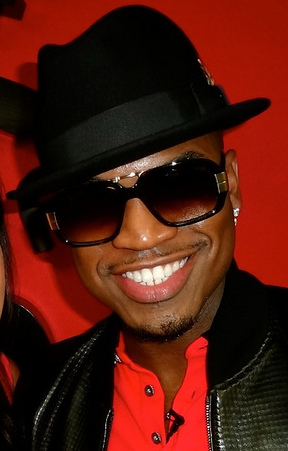
Ne-Yo, Sieger der zehnten Staffel

| Platz | Kostüm          | Person               | Aus in Folge |
| ----- | --------------- | -------------------- | ------------ |
| 1     | Medusa          | Bishop Briggs        | 14           |
| 2     | Macaw           | David Archuleta      | 14           |
| 3     | California Roll | Pentatonix           | 13           |
| 4     | UFO             | Olivia Culpo         | 12           |
| 5     | Gargoyle        | Keenan Allen         | 11           |
| 6     | Mantis          | Lou Diamond Phillips | 11           |
| 7     | Lamp            | Melissa Joan Hart    | 9            |
| 8     | Dandelion       | Alicia Witt          | 9            |
| 9     | Doll            | Dee Snider           | 8            |
| 10    | Scorpio         | Christine Quinn      | 7            |
| 11    | Moose           | George Wendt         | 7            |
| 12    | Fairy           | Holly Robinson Peete | 6            |
| 13    | Axolotl         | Alexa Bliss          | 6            |
| 14    | Jackalope       | Lele Pons            | 5            |
| 15    | Squirrel        | Malin Åkerman        | 5            |
| 16    | Wolf            | Michael Bolton       | 4            |
| 17    | Polar Bear      | Grandmaster Flash    | 3            |
| 18    | Night Owl       | Debbie Gibson        | 2            |
| 19    | Rock Lobster    | Howie Mandel         | 2            |
| 20    | Mustang         | Sara Evans           | 1            |
| 21    | Gnome           | Dick Van Dyke        | 1            |

## Staffel 10 (Herbst 2023)
Die zehnte Staffel wurde vom 10. September bis zum 20. Dezember 2023 auf Fox ausgestrahlt. Ne-Yo gewann als Cow.
| Platz | Kostüm         | Person                 | Aus in Folge |
| ----- | -------------- | ---------------------- | ------------ |
| 1     | Cow            | Ne-Yo                  | 11           |
| 2     | Donut          | John Schneider         | 11           |
| 3     | Gazelle        | Janel Parrish          | 11           |
| 4     | Sea Queen      | Macy Gray              | 11           |
| 5     | Candelabra     | Keyshia Cole           | 10           |
| 6     | Anteater       | John Oates             | 10           |
| 7     | Tiki           | Sebastian Bach         | 9            |
| 8     | Husky          | Ginuwine               | 9            |
| 9     | S’More         | Ashley Parker Angel    | 8            |
| 10    | Cuddle Monster | Metta Sandiford-Artest | 7            |
| 11    | Hibiscus       | Luann de Lesseps       | 6            |
| 12    | Hawk           | Tyler Posey            | 5            |
| 13    | Royal Hen      | Billie Jean King       | 4            |
| 14    | Pickle         | Michael Rapaport       | 3            |
| 15    | Diver          | Tom Sandoval           | 2            |
| 16    | Rubber Duckie  | Anthony Anderson       | 1            |

## Staffel 11 (Frühjahr 2024)

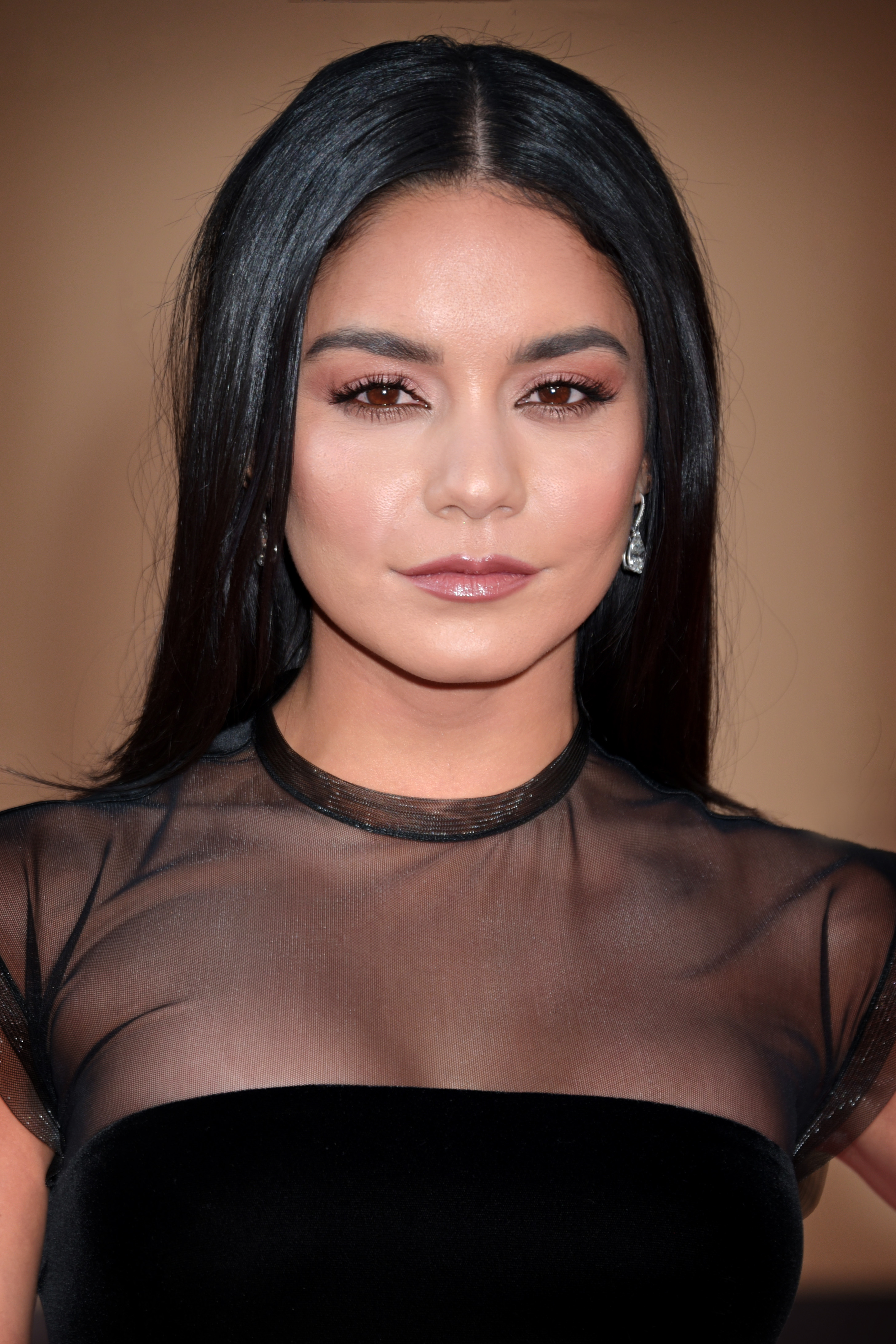
Vanessa Hudgens, Siegerin der elften Staffel

Die elfte Staffel wurde vom 6. März bis zum 22. Mai 2024 auf Fox ausgestrahlt. Die britische Sängerin Rita Ora ersetzte im Rateteam Scherzinger, die aufgrund anderweitiger Verpflichtungen für die Dreharbeiten nicht zur Verfügung stand. Ansonsten blieb die seit der ersten Staffel bestehende Besetzung der Sendung mit dem Moderator Cannon und dem Rateteam um Thicke, McCarthy sowie Jeong gleich. Vanessa Hudgens gewann als Goldfish.
| Platz | Kostüm                | Person                      | Aus in Folge |
| ----- | --------------------- | --------------------------- | ------------ |
| 1     | Goldfish              | Vanessa Hudgens             | 13           |
| 2     | Gumball               | Scott Porter                | 13           |
| 3     | Clock                 | Thelma Houston              | 12           |
| 4     | Poodle Moth           | Chrissy Metz                | 10           |
| 5     | Beets                 | Clay Aiken & Ruben Studdard | 9            |
| 6     | Seal                  | Corey Feldman               | 9            |
| 7     | Miss Cleocatra        | Jenifer Lewis               | 8            |
| 8     | Starfish              | Kate Flannery               | 7            |
| 9     | Ugly Sweater          | Charlie Wilson              | 7            |
| 10    | Koala                 | DeMarcus Ware               | 6            |
| 11    | Lovebird              | Colton Underwood            | 6            |
| 12    | Lizard                | Sisqó                       | 5            |
| 13    | Sir Lion              | Billy Bush                  | 4            |
| 14    | Spaghetti & Meatballs | Joe Bastianich              | 3            |
| 15    | Afghan Hound          | Savannah Chrisley           | 2            |
| 16    | Book                  | Kevin Hart                  | 1            |

## Staffel 12 (Herbst 2024)

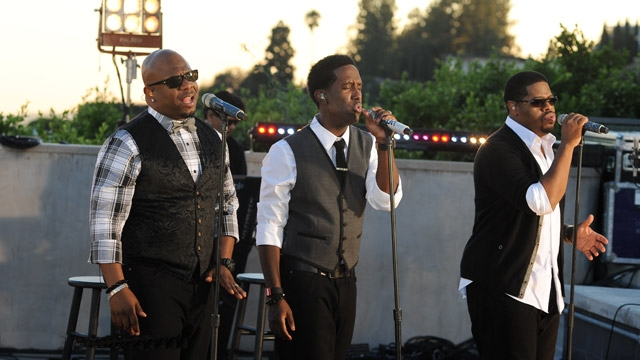
Boyz II Men, Sieger der zwölften Staffel

Die zwölfte Staffel wurde vom 25. September bis zum 18. Dezember 2024 auf Fox ausgestrahlt. Boyz II Men gewannen als Buffalos.
| Platz | Kostüm               | Person              | Aus in Folge |
| ----- | -------------------- | ------------------- | ------------ |
| 1     | Buffalo              | Boyz II Men         | 12           |
| 2     | Wasp                 | Mario               | 12           |
| 3     | Strawberry Shortcake | Amanda Michalka     | 11           |
| 4     | Goo                  | Kobie Turner        | 10           |
| 5     | Sherlock Hound       | Bronson Arroyo      | 9            |
| 6     | Royal Knight         | Jana Kramer         | 9            |
| 7     | Ice King             | Drake Bell          | 8            |
| 8     | Macaron              | Bethany Hamilton    | 7            |
| 9     | Bluebell             | Natalie Imbruglia   | 6            |
| 10    | Chess Piece          | Laverne Cox         | 5            |
| 11    | Dust Bunny           | Andy Richter        | 4            |
| 12    | Ship                 | Paula Cole          | 3            |
| 13    | Woodpecker           | Marsai Martin       | 3            |
| 14    | Showbird             | Yvette Nicole Brown | 2            |
| 15    | Leaf Sheep           | John Elway          | 1            |

## Staffel 13 (Winter 2025)

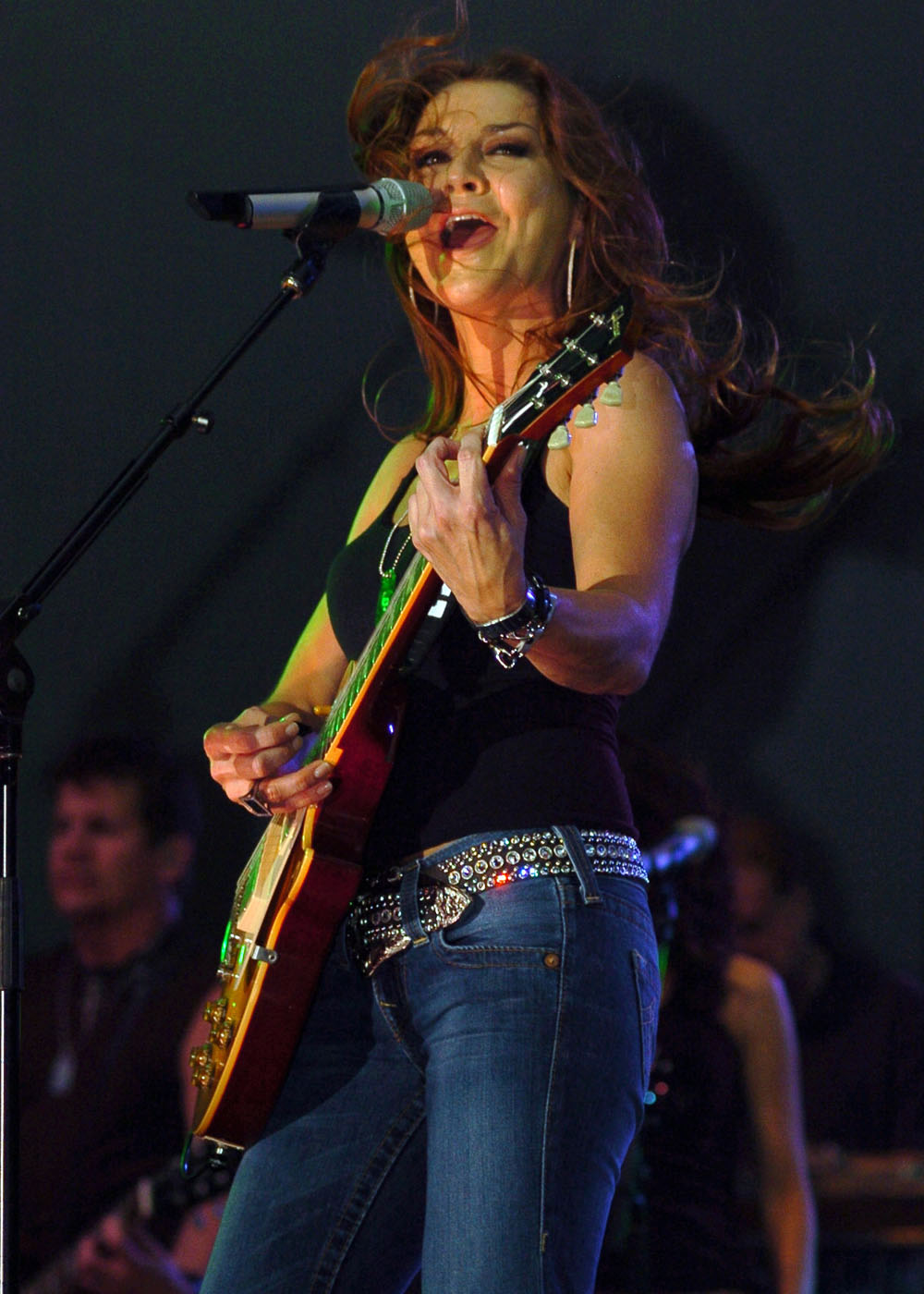
Gretchen Wilson, Siegerin der 13. Staffel

Die 13. Staffel wurde vom 12. Februar bis zum 7. Mai 2025 auf Fox ausgestrahlt. Gretchen Wilson gewann als Pearl.
| Platz | Kostüm                | Person                 | Aus in Folge |
| ----- | --------------------- | ---------------------- | ------------ |
| 1     | Pearl                 | Gretchen Wilson        | 13           |
| 2     | Boogie Woogie         | Andy Grammer           | 13           |
| 3     | Coral                 | Meg Donnelly           | 13           |
| 4     | Mad Scientist Monster | Brian Kelley           | 13           |
| 5     | Nessy                 | Edwin McCain           | 11           |
| 6     | Paparazzo             | Matthew Lawrence       | 10           |
| 7     | Yorkie                | Erika Jayne            | 9            |
| 8     | Stud Muffin           | Method Man             | 8            |
| 9     | Cherry Blossom        | Candace Cameron Bure   | 7            |
| 10    | Griffin               | James Van Der Beek     | 6            |
| 11    | Space Ranger          | Flavor Flav            | 5            |
| 12    | Bat                   | Scheana Shay           | 4            |
| 13    | Ant                   | Aubrey O’Day           | 3            |
| 14    | Fuzzy Peas            | Óscar de la Hoya       | 2            |
| 15    | Honey Pot             | Cedric the Entertainer | 1            |

## Rezeption

### Kritikerstimmen
„Der Hirsch trägt eine Gasmaske und sieht aus, als habe man ihn aus altem Mad Max-Plunder zusammengeschweißt. An den Armen des weißen Riesenkaninchens baumeln Zwangsjackenbändel. Das Nilpferd trägt eine silberne Daunenjacke wie die Primark-Version eines Hip-Hoppers, der Löwe sieht aus, als habe man Christina Aguilera in ihrer Moulin-Rouge-Kreppmähnenphase mit flüssigem Gold glasiert. Das Monster ist ein mannsgroßes türkisfarbenes Zäpfchen mit Flauschüberzug. Das gruseligste unter diesen Gruselwesen aber ist die Ananas, ein entfernt menschenähnliches Wesen mit Plastik-Umschnallmuskelbody, Hawaiihemd und Obstkopf, in den irgendwer grob einen Knicktrinkhalm gerammt hat. Die Ananas grinst trotzdem, es ist nur durch Drogen zu erklären. Ein Ensemble aus all diesen Wunderviechern, das allein würde schon reichen, um jedes TV-Format, nun ja: besonders zu machen. Ein neuer Fernsehmeilenstein des US-Senders Fox geht noch weiter: Sie singen. Um die Wette. Und unter ihren Verkleidungen stecken Prominente, deren Identität bis unmittelbar nach ihrem Rauswurf streng geheim gehalten wird. Kurz gesagt: The Masked Singer ist komplett beknackt und sehr wahrscheinlich die beste Show der Welt.“

Kathryn VanArendonk schrieb in der The New Yorker, dass die Sendung wie ein „Fiebertraum“ wirke. Zwar sei The Masked Singer unterhaltsamer, aber auch „sonderbarer, alberner und dümmer“ als andere Musik-Wettbewerbe im US-amerikanischen Fernsehen. Sie beschrieb die Atmosphäre der Sendung mit den Worten „Es ist so, als würde Gritty (Maskottchen der Philadelphia Flyers) auf einer professionellen Bühne Stay With Me von Sam Smith trällern, von Jenny McCarthy als Profi bezeichnet werden und sich anschließend als Joey Fatone zu erkennen geben“, wobei das Konzept nicht weit von Black Mirror entfernt wäre. Zudem sei die Jury beim Raten schwach, die Juroren widmeten sich ihrer Aufgabe mit demselben Verständnis und Scharfsinn einer Kandidatin von America’s Next Top Model, die versucht, eine Botschaft der Moderatorin Tyra Banks zu entschlüsseln. Zudem seien die Darbietungen einiger Kandidaten enttäuschend, da es sich bei ihnen nicht um professionelle Sänger handle, VanArendonk zog hierbei einen Vergleich zu einem Gastauftritt von Ryan Reynolds im südkoreanischen Original-Format, der viel besser als die betreffenden US-amerikanischen Teilnehmer gesungen habe. Allerdings schloss VanArendonk ihre Kritik mit den Worten, dass die Sendung eine „tiefere Bedeutung“ habe, da sie eine „ziemlich faszinierende Untersuchung von Personenkult, Massenanreiz, Leistung, Image und Berühmtheit“ sei.
Laut Kelly Lawler von der USA Today sei das Rateteam die schlechteste Jury einer US-amerikanischen Reality-Fernsehsendung. Deswegen zeuge die Tatsache, dass die Sendung dennoch erfolgreich sei, von der „Brillanz“ des Konzepts. Die vier Juroren seien unausgeglichen, da jeder von ihnen vergeblich versuche, mit „Cowell-ähnlichen“ Bemerkungen herauszustechen. Robin Thicke sei für eine Sendung, in der Hasenkostüme getragen werden, zu ernst, Jenny McCarthy werde als „Popkultur-Expertin“ bezeichnet, obwohl sie dafür keinerlei Referenzen besäße, Nicole Scherzinger sei „fade und ineffektiv“, während Ken Jeong zwischen „gruseligen Kommentaren und selbstherrlichem Schauspiel“ schwanke.

## Ableger
Vom 22. April bis zum 13. Mai 2020 wurde im Zuge des aufgrund der COVID-19-Pandemie umgestalteten Programms von Fox The Masked Singer: After the Mask ausgestrahlt. In der Begleitsendung besprach Cannon bei sich zuhause per Videoschalte Episoden von The Masked Singer nach deren Ausstrahlung mit mehreren prominenten Gästen. Zu diesen gehörten unter anderem Mitglieder des Rateteams, ehemalige Teilnehmer und die Verlierer der besprochenen Folgen.
Ein weiteres Spin-Off mit dem Titel The Masked Dancer, das auf einem gleichnamigen Segment in der The Ellen DeGeneres Show basiert, sollte im Sommer 2020 an den Start gehen. Allerdings konnte die Sendung aufgrund der Pandemie zum geplanten Zeitpunkt nicht produziert werden. Sie wurde stattdessen vom 27. Dezember desselben Jahres bis zum 17. Februar 2021 ausgestrahlt.

## Auszeichnungen und Nominierungen (Auswahl)
Art Directors Guild
- Excellence in Production Design Award 2021

- Nominierung in der Kategorie Bestes Bühnenbild einer Reality-, Varieté- oder Wettbewerbssendung, für James Connelly, Lydia Smith und Ryan Suchor

Broadcast Film Critics Association
- Critics’ Choice Real TV Awards 2020

- Auszeichnung in der Kategorie Beste Wettbewerbssendung (Talent/Variety)

- Critics’ Choice Real TV Awards 2021

- Auszeichnung in der Kategorie Beste Wettbewerbssendung (Talent/Variety)

Emmy
- Primetime-Emmy-Verleihung 2019

- Nominierung in der Kategorie Beste Kostüme einer Varieté-, Dokumentations- oder Realitysendung, für Marina Toybina und Grainne O’Sullivan

- Primetime-Emmy-Verleihung 2020

- Auszeichnung in der Kategorie Beste Kostüme einer Varieté-, Dokumentations- oder Realitysendung, für Marina Toybina, Grainne O’Sullivan, Gabrielle Letamendi und Candice Rainwater
- Nominierung in der Kategorie Beste Wettbewerbs-Sendung

- Primetime-Emmy-Verleihung 2021

- Auszeichnung in der Kategorie Beste Kostüme einer Varieté-, Dokumentations- oder Realitysendung, für Marina Toybina, Grainne O’Sullivan, Gabrielle Letamendi und Lucía Maldonado
- Nominierung in der Kategorie Bestes Bühnenbild einer Varieté-, Dokumentations- oder Realitysendung, für James Connelly, Ryan Suchor und Lisa Nelson
- Nominierung in der Kategorie Beste Beleuchtung einer Varietésendung, für Simon Miles, Cory Fournier und Maurice Dupleasis

- Primetime-Emmy-Verleihung 2022

- Nominierung in der Kategorie Beste Beleuchtung einer Varietésendung, für Simon Miles und Cory Fournier
- Nominierung in der Kategorie Beste technische Regie und Kameraarbeit einer Fernsehserie

- Primetime-Emmy-Verleihung 2023

- Nominierung in der Kategorie Beste technische Regie und Kameraarbeit einer Fernsehserie

Gracie Award
- Gracie Award 2020

- Auszeichnung in der Kategorie Beste Showrunnerin einer Reality-Sendung, für Izzie Pick Ibarra

MTV Movie & TV Awards
- MTV Movie & TV Awards 2019

- Nominierung in der Kategorie Bester Moderator, für Nick Cannon

- MTV Movie & TV Awards 2021

- Nominierung in der Kategorie Beste Wettbewerbssendung

- MTV Movie & TV Awards 2022

- Nominierung in der Kategorie Beste Wettbewerbssendung

- MTV Movie & TV Awards 2023

- Nominierung in der Kategorie Bester Moderator, für Nick Cannon

NAACP Image Award
- NAACP Image Awards 2024

- Nominierung in der Kategorie Beste Moderation einer Spielshow, Wettbewerbs- oder Varietésendung, für Nick Cannon

- NAACP Image Awards 2025

- Nominierung in der Kategorie Beste Moderation einer Spielshow, Wettbewerbs- oder Varietésendung, für Nick Cannon

Nickelodeon Kids’ Choice Awards
- Nickelodeon Kids’ Choice Awards 2020

- Nominierung in der Kategorie Lieblings-Realityshow
- Nominierung in der Kategorie Lieblings-Fernsehmoderator, für Nick Cannon

- Nickelodeon Kids’ Choice Awards 2021

- Nominierung in der Kategorie Lieblings-Realityshow

- Nickelodeon Kids’ Choice Awards 2022

- Nominierung in der Kategorie Lieblings-Realityshow

- Nickelodeon Kids’ Choice Awards 2023

- Nominierung in der Kategorie Lieblings-Realityshow

People’s Choice Award
- People’s Choice Award 2019

- Nominierung in der Kategorie Beste Fernseh-Wettbewerbssendung
- Nominierung in der Kategorie Bester Kandidat einer Fernseh-Wettbewerbssendung, für T-Pain

- People’s Choice Award 2020

- Nominierung in der Kategorie Beste Sendung
- Nominierung in der Kategorie Beste Fernseh-Wettbewerbssendung
- Nominierung in der Kategorie Bester Kandidat einer Fernseh-Wettbewerbssendung, für Kandi Burruss
- Nominierung in der Kategorie Bester Kandidat einer Fernseh-Wettbewerbssendung, Rob Gronkowski

- People’s Choice Award 2021

- Nominierung in der Kategorie Beste Fernseh-Wettbewerbssendung
- Nominierung in der Kategorie Bester Kandidat einer Fernseh-Wettbewerbssendung, für JoJo
- Nominierung in der Kategorie Bester Kandidat einer Fernseh-Wettbewerbssendung, Wiz Khalifa

- People’s Choice Award 2022

- Nominierung in der Kategorie Beste Fernseh-Wettbewerbssendung
- Nominierung in der Kategorie Bester Kandidat einer Fernseh-Wettbewerbssendung, für Teyana Taylor

- People’s Choice Award 2024

- Nominierung in der Kategorie Moderator des Jahres, für Nick Cannon

Producers Guild of America Award
- Producers Guild of America Award 2020

- Nominierung in der Kategorie Beste Produzenten einer Spiel- und Wettbewerbsshow

- Producers Guild of America Award 2021

- Nominierung in der Kategorie Beste Produzenten einer Spiel- und Wettbewerbsshow

Teen Choice Award
- Teen Choice Award 2019

- Nominierung in der Kategorie Beste Reality-Show